# Бандин, Михаил Васильевич
Михаи́л Васи́льевич Ба́ндин (1898, Кулебаки, Нижегородская губерния — 1938, Москва) — русский революционер, советский деятель и журналист.

## Биография
Родился в 1898 году в селе (ныне город) Кулебаки Ардатовского уезда Нижегородской губернии. Проходил обучение в Ардатовском высшем начальном училище, затем — в Кулебакском коммерческом училище. В феврале 1917 года вступил в РСДРП(б) и вплоть до ноября того же года занимал должность секретаря Кулебакского комитета партии. Одновременно был членом Кулебакского Совета рабочих депутатов. В декабре 1917 года — комиссар банка в Нижнем Новгороде. С февраля по август 1918 года принимал участие в сражениях Гражданской войны на стороне большевиков — участвовал в боях под Пензой, Ртищевом и Муроме. После этого вернулся в Ардатов, где был членом коллегии продовольственного комитета и членом уездного исполнительного комитета. Затем — руководил продразвёрсткой в Воскресенской волости, был членом президиума Нижегородской губернской ЧК. В 1920 году — член Нижегородского губернского комтета комсомола и редактор газаты «Молодая рать». Затем переехал в Москву, где в течение 7 лет работал контроёером комиссии партийного контроля при Центральном комитете ВКП (б). Одновременно с эти работал в журналистом — в 1925 году в журнале «Крокодил», в 1927 году — в журнале «Смена» (в этом качестве упоминается поэтом Владимиром Маяковским в записке о публикации его стихотворения «Бей белых и зелёных»), затем — руководящий работник в агентстве «ТАСС».
Осуждён 30 января 1938 года Военной коллегией Верховного суда по обвинению в участии в «антисоветской террористическо-диверсионной организации правых», приговорён к расстрелу. В тот же день приговор приведён в исполнение.